# Chilla Porter
Charles Michael Porter, detto Chilla (Brisbane, 11 gennaio 1936 – Perth, 15 agosto 2020), è stato un altista e politico australiano.
Vinse la medaglia d'argento alle Olimpiadi del 1956. Dopo il ritiro entrò in politica, aderendo al Partito Liberale d'Australia.

## Palmarès
| Anno | Manifestazione          | Sede      | Evento        | Risultato | Prestazione | Note                          |
| ---- | ----------------------- | --------- | ------------- | --------- | ----------- | ----------------------------- |
| 1956 | Giochi olimpici         | Melbourne | Salto in alto | Argento   | 2,10 m      | Miglior prestazione personale |
| 1958 | Giochi del Commonwealth | Cardiff   | Salto in alto | Argento   | 2,03 m      |                               |
| 1960 | Giochi olimpici         | Roma      | Salto in alto | 27º (q)   | 1,95 m      |                               |
| 1962 | Giochi del Commonwealth | Perth     | Salto in alto | Argento   | 2,08 m      |                               |